# Живой театр
Живой театр (англ. The Living Theatre) — основан американской театральной компанией в 1947 году и находится в Нью-Йорке. Это старейший экспериментальный театр в США. На протяжении долгого времени его возглавляли основатели: актриса Джудит Малина и поэт и художник Джулиан Бек. После смерти Бека в 1985 году, член коллектива Ханон Резников стал содиректором с Малиной. После смерти Малины в 2015 году, ее обязанности взяла на себя анархистская компания. Живой театр и его основатели стали объектом документального фильма «Огненные сигналы» в 1953 году.

## История
В 1950-х годах труппа одна из первых в США производила работы влиятельных европейских драматургов, таких  как Бертольд Брехт («В джунглях города» Нью-Йорк, 1960) и Жан Кокто, а также модернистских  поэтов как Т. Элиот и Г. Стайн. Одной из первых крупных постановок  была работа Пабло Пикассо «Желание пойманное за хвост». другие ранние постановки - это «Многие любви» Уильяма Карлоса и «Сегодня мы импровизируем» Пиранделло. Несмотря на то, что их штаб-квартиры располагались в разных маленьких местах Нью-Йорка, которые часто закрывались из-за финансовых проблем или из-за конфликтов с местным правительством, они помогали зарождаться офф-Бродвейскому и авангардистскому театрам, основным течениям театрального искусства США. Их работа в этот период разделила некоторые аспекты стиля и объем произведений авторов «разбитого поколения». Также, в 1950е годы, американский композитор Ален Хованес тесно сотрудничал с Живым театром и писал музыку для их представлений. В 1959 году, спектакль «Связь» привлек внимание своим резким изображением наркомании, а также  не менее резкими высказываниями. В начале 1960-х годов в Живом театре начали ставить авангардистские минималистские представления в которых играли разные актеры, включая Симону Форте и Роберта Морриса.
Спектакль «Бриг», анти-авторитарный взгляд на условия морской тюрьмы, был последней весомой работой в Нью-Йорке перед конфликтом, который произошел с Налоговым управлением США, который привел к закрытию театрального пространства и заключения Бека и Малину на краткий срок. Джудит защищала Джулиана на судебном заседании  в костюме из спектакля «Венецианский купец». В конце 1960-х годов, команда театра отправилась в тур по Европе. Они показывали политические и радикальные представления с анархистскими и пацифистскими взглядами, вместе создавали их и в большинстве случаев вместе  проживали. Основными работами на то время были «Антигона», «Франкенштейн» и «Рай прямо сейчас» известные пьесы; «Рай прямо сейчас», полу-импровизационная пьеса, с участием зрителей, известна благодаря сцене в которой актеры прочли список социальных табу включая наготу, при этом раздеваясь. Непристойное обнажение стало поводом нескольких арестов. В 1968 году группа вернулась в США, чтобы сделать тур с представлениями «Рай прямо сейчас», «Антигона», «Тайны и маленькие секреты» и «Франкенштейн». «Этот безумный Арто  вдохновляет нас  и дает советы», отметил Бек в неформальном выступлении в Йельском университете по возвращении, «и я считаю, он философ, для тех из нас кто имеет дело с театром, тот, к кому мы бежим в первую очередь, и мы можем с уверенностью сказать: "Да, вот он тот человек со времен Руссо, который отстаивает идею без цивилизованного человека!" ». Он добавил: «Наша работа - подчеркнуть святость жизни». В 1971 году они поехали в тур по Бразилии, где их арестовали на несколько месяцев, а затем депортировали.
Живой театр довольно удачно гастролирует по миру, часто выступает в нетрадиционных местах, таких как улицы или тюрьмы. Таким образом, их работа влияет на другие экспериментальные американские театры: известный Открытый театр (основан членом Живого театра Джозефом Чайкин) и Bread and Puppet Theater. Спектакли Живого театра «Связь» (1959), «Бриг» (1963 и 2007) и «Франкенштейн» (1968)  получили Офф-Бродвейскую премию. Хотя популярность и ресурсы театра значительно уменьшились в последние десятилетия, Живой театр продолжает выпускать новые спектакли в Нью-Йорке, большое количество на антивоенную тематику.

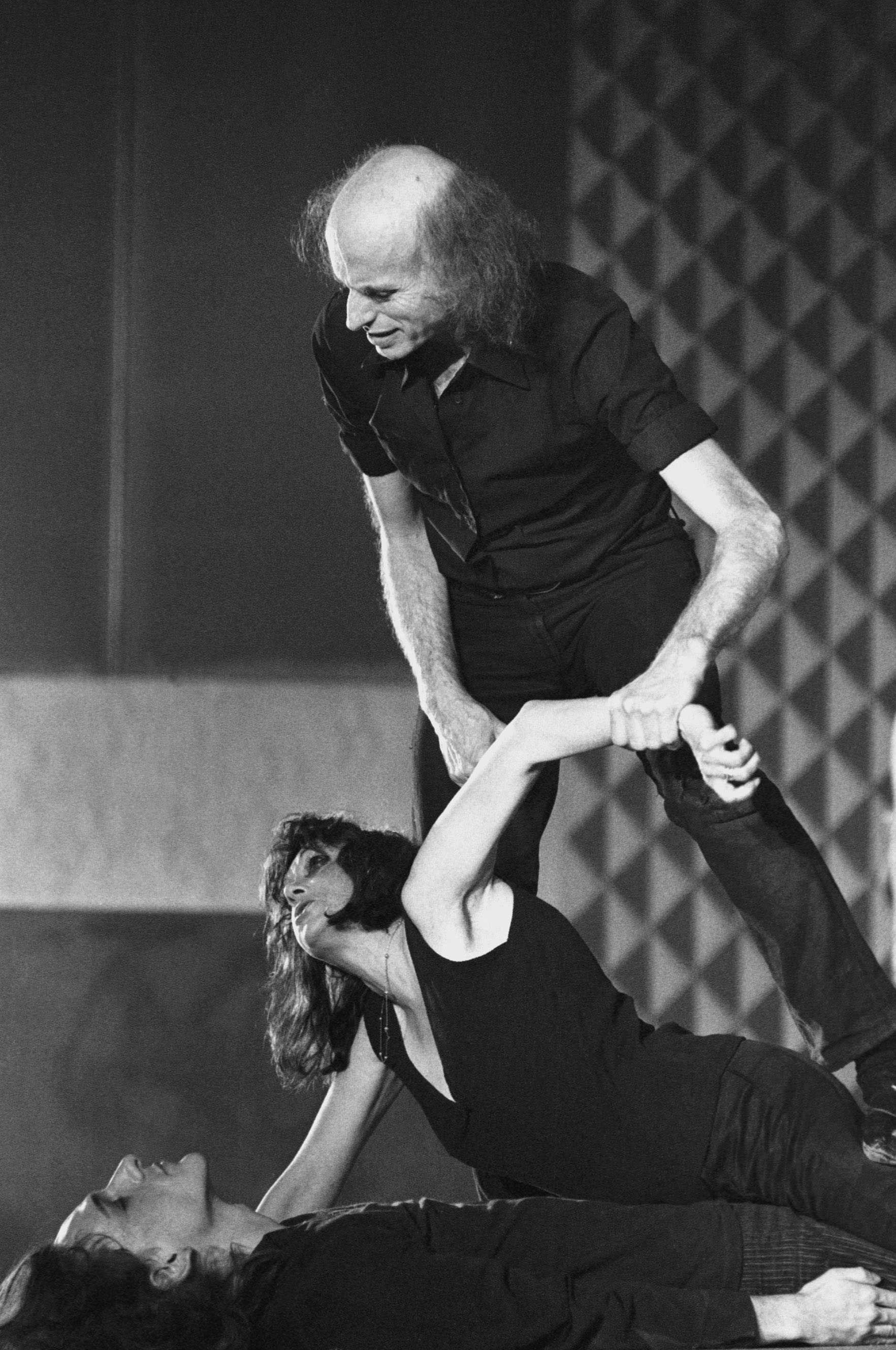
Актёры репетируют в Живом театре

В 2006 Живой театр подписал 10-летний договор на аренду 3.500 кв.футов (330 м.кв) на цокольном этаже нового здания, находящегося на стадии строительства на Клинтон Стрит 21 между улицами Хьюстон и Стэнтон на нижнем Ист-Сайде Манхэттена. Театр на Клинтон Стрит первый постоянный дом труппы с момента закрытия Живого театра на 3 Стрит на Авеню С в 1993. Команда переехала в полностью отремонтированное помещение в 2007 году, открытие состоялось в апреле этого же года восстановленным спектаклем «Бриг» режиссера Кеннет Х. Браун, которую Живой театр впервые представил на 14той Стрит и 6 Авеню в 1963 году. За повторную постановку, режиссер Джудит Малина получила Офф-Бродвейскую премию в категории «За руководство и согласованность постановки».
В октябре 2006, труппа восстановила представление «Тайны и маленькие секреты», 1964 коллективное творение, определяет интерактивный и артаудианский стиль благодаря которому этот театр стал известным.
В конце 2007 / начале 2008 года основатель компании Джудит Малина выступала в спектакле «Моди и Джейн», режиссер постановки был Резников, по роману Дориса Лессинга «Дневник Джейн Сомерс».
В апреле 2008 года Ханон Резников перенес инсульт. 3 мая 2008 он умер.
В 2010 году, компания представила представление «Красный Нуар», адаптированно и поставлено Джудит Малиной. В 2011 году вышел спектакль «Кор», режиссером которого стала Малина, и был восстановлен спектакль «Семь медитаций с политическим садомазохизмом» режиссеры Малина и Том Уолкер. Также в 2011 году был создан спектакль «Сговор - это революция» совместное производство с итальянской группой Motus, в ролях с Малиной и Сильвией Калдерони. В 2012 году труппа представила работу «История мира», и в 2013 году «Мы здесь» автором сценария и режиссером стала Малина. В этом же году компания переехала с помещения на Клинтон Стрит.
В 2014 году состоялась премьера спектакля «Нечего скрывать» в Clemente Soto Velez на нижнем Ист-Сайде. Позже представления показывали  на улицах Нью-Йорка для Underground Zero Festival, и отправились на легендарный театральный фестиваль Burning Man. Спектакль «Нечего скрывать» в репертуаре есть и сейчас. Малина написала спектакль «Венера и Марс»в апреле 2015 когда и умерла. Производство спектакля находится на стадии разработки.

## Цели и влияние
С момента его создания, Живой театр был посвящен трансформации организации власти в обществе с низкой иерархической структурой до кооперативного и общественного выражения. Труппа пытается сделать это противодействуя самоуспокоению  аудитории прямым зрелищем. Они выступают против коммерческой ориентации бродвейских постановок и способствуют офф-Бродвейскому театральному движению в Нью-Йорке, устраивая поэтические спектакли.
Главной письменной работой для Живого театра стала антология эссе «Театр и его двойники» Антонина Арто, французского драматурга. Работа опубликована во Франции в 1937 году и в 1958 в США опубликована Grove Press. Глубокое впечатление это произведение произвело на Джулиана Бека, художника-бисексуала абстрактных экспрессионистских работ.Труппа отражает влияние Арто путем постановки мультимедийных пьес, предназначенных, чтобы показать его метафизический Театр Жестокости. В этих спектаклях актеры пытаются растворить «четвертую стену» между ними и зрителями.

## Пьесы и публикации
- Бриг
- Антигона (адаптация)
- Франкенштейн
- Рай прямо сейчас
- Живая книга живой театр (1971)
- Король лев